# ماريان ستانشيف
ماريان ستانشيف هو لاعب كرة قدم بلغاري في مركز الدفاع، ولد في 6 أبريل 1988 في بلغاريا. لعب مع فيهرين ساندانسكي ونادي دوبرودزا دوبريتش.

## وصلات خارجية
- ماريان ستانشيف على موقع قاعدة بيانات كرة القدم.إي يو (الإنجليزية)